# Vallerotonda
Vallerotonda település Olaszországban, Lazio régióban, Frosinone megyében. Lakosainak száma 1396 fő (2023. január 1.). Vallerotonda Acquafondata, Cervaro, Filignano, Rocchetta a Volturno, San Biagio Saracinisco, Sant’Elia Fiumerapido és Viticuso községekkel határos.

## Népesség
A település lakossága az elmúlt években az alábbi módon változott:
| Lakosok száma | 1553 | 1532 | 1396 |
|               | 2017 | 2018 | 2023 |